# Promontorium Laplace
Il Promontorium Laplace è una struttura geologica della superficie della Luna.
Il promontorium è dedicato all'astronomo francese Pierre Simon Laplace.

## Crateri correlati
Alcuni crateri minori situati in prossimità del Promontorium Laplace sono convenzionalmente identificati, sulle mappe lunari, attraverso una lettera associata al nome.
| Laplace | Coordinate            | Diametro (in km) |
| ------- | --------------------- | ---------------- |
| A       | 43°44′24″N 26°55′48″W | 8,16             |
| B       | 51°21′00″N 19°51′36″W | 5,04             |
| D       | 47°16′12″N 25°34′48″W | 10,57            |
| E       | 50°19′48″N 20°18′00″W | 6,09             |
| F       | 45°33′00″N 19°51′36″W | 5,87             |
| L       | 51°44′24″N 21°03′36″W | 6,45             |
| M       | 52°13′12″N 19°55′48″W | 5                |